# Back to the Trap House
Back to the Trap House – pierwszy oficjalny studyjny album amerykańskiego rapera Gucciego Mane’a.

## Lista utworów
Lista według Discogs:
| #   | Tytuł                                                   | Producenci                                                   | Czas |
| --- | ------------------------------------------------------- | ------------------------------------------------------------ | ---- |
| 1.  | „Freaky Gurl (Remix)” (featuring Lil’ Kim & Ludacris)   | Detroit Nix                                                  | 4:41 |
| 2.  | „16 Fever”                                              | Reefa                                                        | 4:17 |
| 3.  | „15 Minutes Past the Diamond”                           | Zaytoven                                                     | 4:12 |
| 4.  | „I Know Why” (featuring Pimp C, Rich Boy & Blaze-1)     | Butter, Rio The Superproducer, Polow da Don (współproducent) | 4:00 |
| 5.  | „I Might Be” (featuring Shawnna & The Game)             | Detroit Nix                                                  | 4:22 |
| 6.  | „What I’m Talking About”                                | Bryan Johnson, LeShawn Rogers                                | 3:25 |
| 7.  | „Bird Flu”                                              | The SupaSonics                                               | 3:51 |
| 8.  | „Drink It Straight” (featuring Trey Songz)              | Frado                                                        |      |
| 9.  | „Jump The Line” (featuring Young Gunna)                 | Arizonaslim                                                  | 4:11 |
| 10. | „G-Love (You Don’t Love Me)” (featuring LeToya Luckett) | Allstar                                                      | 3:31 |
| 11. | „Stash House”                                           | The BeatBanggahz                                             | 4:35 |
| 12. | „I’m Cool”                                              | Nitti                                                        | 4:01 |
| 13. | „I Move Chickens”                                       | The SupaSonics                                               | 3:51 |
| 14. | „Ballers” (featuring Shawnna)                           | Zaytoven                                                     | 4:04 |

- Producent wykonawczy - Radric "Da Boss Mane"

## Notowania
Opracowano na podstawie źródła
| Notowanie              | Pozycja |
| ---------------------- | ------- |
| Top R&B/Hip Hop Albums | 11      |
| The Billboard 200      | 57      |